# Рычажный переключатель телефонного аппарата

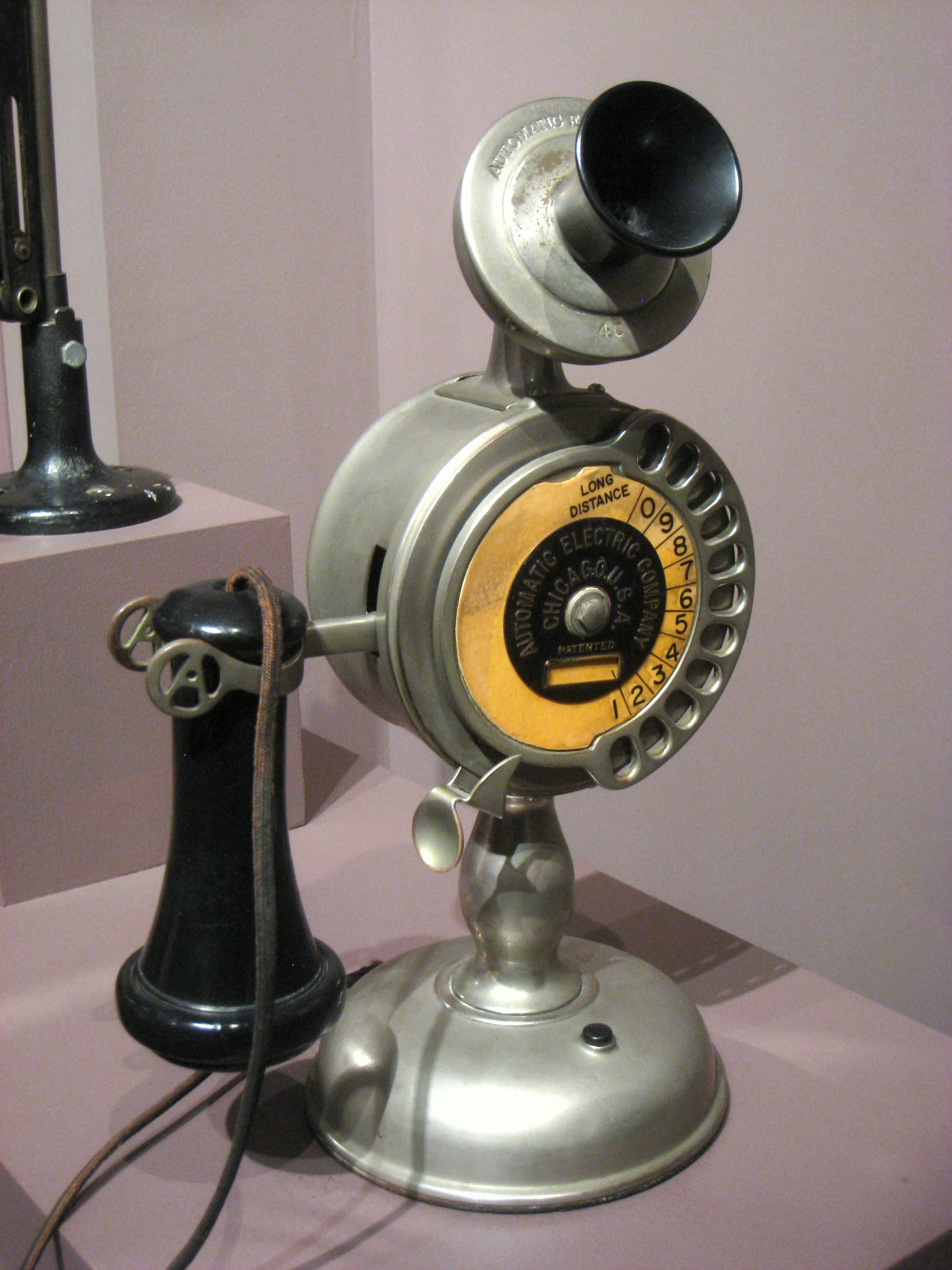
Телефон 1909 года, наушник находится на рычажном переключателе

Рычажный переключатель телефонного аппарата (или рычаг) — устройство, действующее по принципу рычага и обеспечивающее коммутацию микрофона и телефона с абонентской линией телефонной сети.

## История
3 октября 1877 года Гилборн Льюис Рузвельт подал заявку на изобретение рычажного переключателя, и эта технология была запатентована 27 мая 1879 года, несмотря на то, что первенство оспаривал Томас Уотсон. Эдвин Холмс утверждал, что стал использовать подобную конструкцию в своей компании ещё в 1877 году.
До изобретения рычажного переключателя пользователь телефона просто прикладывал трубку Белла ко рту и произносил разные слова, надеясь на то, что другой пользователь телефона мог его услышать. Когда Эдвин Холмс открыл свою телефонную компанию, перед ним стала проблема соединения нескольких абонентов. Оператору телефонной станции предстояло сидеть и ждать, пока он не услышит голос абонента, а если несколько абонентов желали поговорить, то задача становилась ещё труднее. Оператор просто не смог бы реагировать на все вызовы, а компания вынуждена была бы тратить энергию на обслуживание аппаратов, которыми не пользовались. Тогда Эдвин Холмс сконструировал рычажный переключатель (тогда он назывался «крюк»), на который абонент вешал трубку, и тем самым отключал телефон.
Томас Уотсон писал в своих мемуарах, что до появления рычажного переключателя абоненты сами должны были переключать телефон из режима ожидания в режим разговора. Конечно же, многие абоненты забывали это сделать, в результате чего не могли принимать входящие звонки. По словам Томаса Уотсона, он после многочисленных экспериментов создал это устройство самостоятельно, ничего не зная о конструкции Эдвина Холмса.

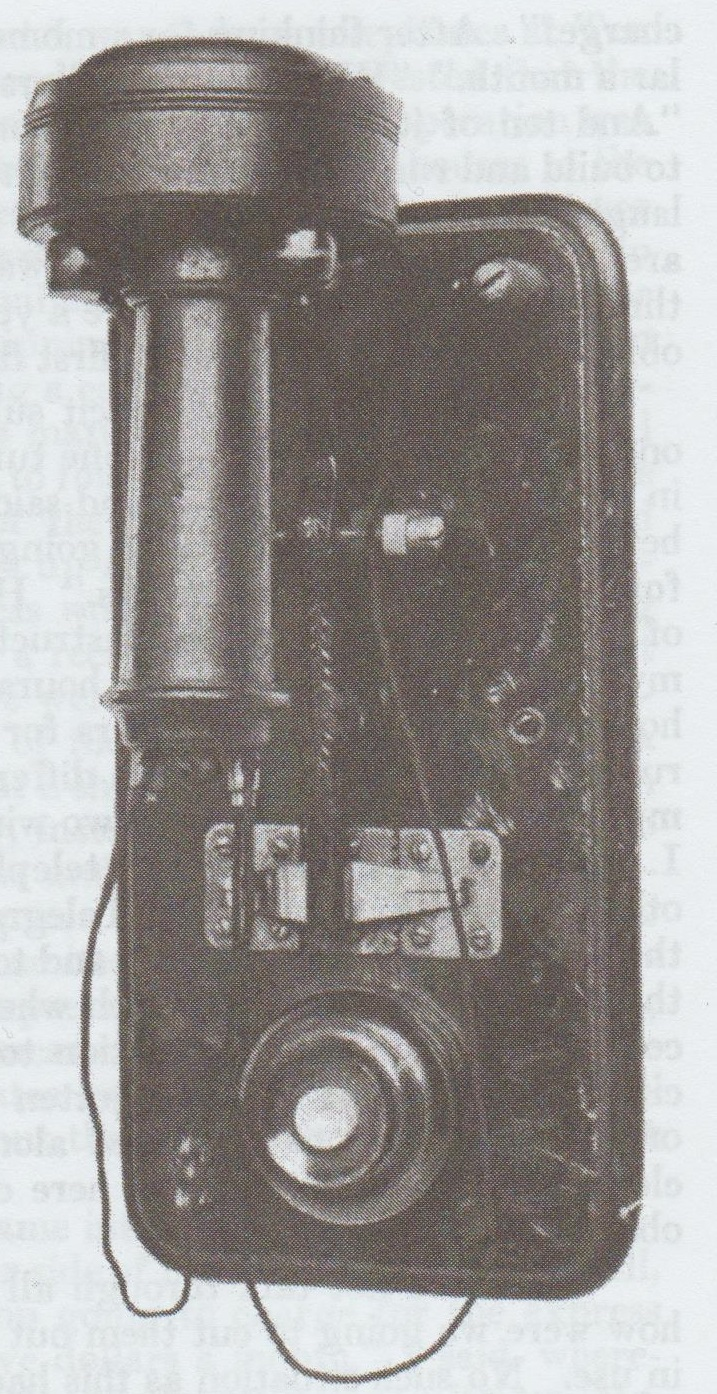
Рычажный переключатель Эдвина Холмса

## Принцип работы
Рычажный переключатель используется для автоматического переключения телефонного аппарата из положения ожидания в положение разговора. В корпусах с подвесной трубкой или микротелефоном крючок выполнен в виде одно- или двуплечего рычага, крючкообразное плечо которого выступает из корпуса и под действием пружины тянется вверх. Вес прикреплённой трубки (или слухового устройства на ранних моделях) преодолевает усилие пружины и тянет крючок вниз. В простых бытовых аппаратах сам крючок используется в качестве контакта, скользя по пружинам при движении. Поэтому крючок находится под напряжением. Однако, поскольку металлические части, выступающие из корпуса и доступные для прикосновения, не должны находиться под напряжением по соображениям безопасности, в более поздних моделях крючок стал использоваться только как механически подвижная часть, которая приводит в действие скрытый внутри корпуса пружинный переключатель.

## Конструкции рычажного переключателя
1. US Patent № 209,592. T.A.Watson. Automatic Switch or Cut-Out for Telephones. Patented Nov 5, 1878.
2. US Patent № 215,837. H.L. Roosevelt. Telephone Switch. Patented May 27, 1879.
3. US Patent № 338,889. W. C., Turnbull. Telephone Switch. Patented Mar, 30, 1886.
4. US Patent № 516,777. A. Stromberg & A. Carlson. Telephone Switch. Patented Mar. 20, 1894.
5. US Patent № 556,763. W.A. Moore. Telephone Switch. Patented Mar, 24, 1896.

## Примечания

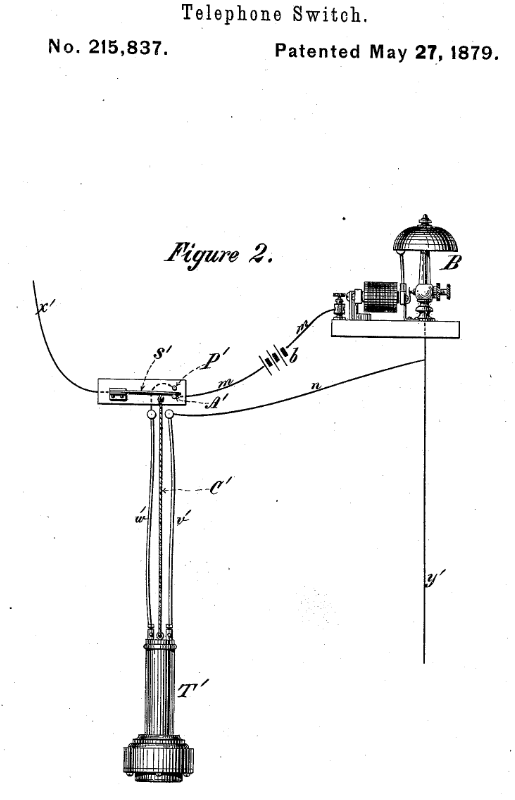
Рычажный переключатель Рузвельта (Эскиз из патента США № 215,837)